# Malavillers
 Malavillers  es una comuna y población de Francia, en la región de Lorena, departamento de Meurthe y Mosela, en el distrito de Briey y cantón de Audun-le-Roman.
Está integrada en la Communauté de communes du Pays Audunois .

## Demografía[2]
| 171 | 148 | 157 | ... | 203 | 251 | abs. | abs. | abs. | 197 | 168 | 189 | 196 | 201 | 189 | 167 | 136 | 136 | 183 | 202 | 101 | 159 | 174 | 175 | 151 | 153 | 156 | 140 | 111 | 106 | 112 | 134 | 145 |
| Para los censos de 1962 a 1999 la población legal corresponde a la población sin duplicidades (Fuente: INSEE [Consultar]) |     |     |     |     |     |      |      |      |     |     |     |     |     |     |     |     |     |     |     |     |     |     |     |     |     |     |     |     |     |     |     |     |